# Motlhabaneng
Motlhabaneng est une ville du Botswana.